# Kazimierz Gzowski
Kazimierz Gzowski (n. 8 octombrie 1901, Sumî, gubernia Harkov⁠(d), Imperiul Rus – d. 25 iunie 1986, Londra, Anglia, Regatul Unit) a fost un ofițer ce a reprezentat Polonia, medaliat olimpic. A participat la o ediție a Jocurilor Olimpice (1928) în care a câștigat o medalie de argint.

## Participări
Lista de mai jos prezintă principalele competiții la care a participat Kazimierz Gzowski de-a lungul carierei.
- equestrian at the 1928 Summer Olympics – team jumping[*]